# Tita
Milton Queiroz da Paixão, ismertebb nevén: Tita (Rio de Janeiro, 1958. április 1. –) brazil válogatott labdarúgó, edző.

## Pályafutása

### Klubcsapatban
Pályafutását a Flamengo csapatában kezdte 1977-ben. Öt szezon alatt 78 mérkőzésen lépett pályára és 22 gólt szerzett. 1983-ban rövid időre a Grêmio játékosa lett, majd visszaigazolt a Flamegoba. 1985-ben az SC Internacional szerződtette, de egy szezon után távozott a Vasco da Gamahoz, ahol azonban egy alkalommal sem lépett pályára. 1987-ben a német Bayer Leverkusen szerződtette. 1988-ban csapatával megnyerte az UEFA-kupát. Itt sem töltött el egy bajnoki idénynél többet és tovább állt, következő csapata az olasz Delfino Pescara lett. 1989-ben visszatért Brazíliába a Vasco csapatához. 1990-ben a mexikói Club León igazolta le, melyet négy szezonon keresztül erősített. Ezalatt 115 mérkőzésen szerepelt és 54 gólt szerzett. Pályafutása utolsó éveiben játszott még a Puebla, majd ismét a León, végül pedig a guatemalai Comunicaciones csapataiban is.     

### A válogatottban
1979 és 1990 között 32 alkalommal szerepelt a brazil válogatottban és 6 gólt szerzett. Részt vett az 1979-es és az 1983-as Copa Américan, illetve az 1990-es világbajnokságon. Tagja volt az 1989-es Copa Américan győztes válogatott keretének is.

## Sikerei, díjai
Flamengo
- Brazil bajnok (3): 1980, 1982, 1983
- Carioca bajnok (4): 1978, 1979, 1979 Special, 1981
- Copa Libertadores (1): 1981
- Interkontinentális kupa (1): 1981

Grêmio
- Copa Libertadores (1): 1983

Vasco da Gama
- Brazil bajnok (1): 1989
- Carioca bajnok (1): 1987

Internacional
- Gaúcho bajnok (1): 1985

Bayer Leverkusen
- UEFA-kupa (1): 1987–88

Club León
- Mexikói bajnok (1): 1991–92

Comunicaciones
- Guatemalai bajnok (1): 1997–98

Brazília
- Pánamerikai játékok (1): 1987
- Copa América (1): 1989

Egyéni
- A Copa Libertadores gólkirálya (1): 1984 (8 gól)